# Irena Santor
Irena Santor, née Wiśniewska le 9 décembre 1934  à Papowo Biskupie, est une chanteuse et cantatrice polonaise mezzo-soprano. Elle est également soliste dans le groupe folklorique Mazowsze originaire de Mazovie.

## Biographie
En 1948, Irena Wiśniewska s'installe avec sa mère à Solec Kujawski dans le district de Bydgoszcz. 
En 1951, elle passe une audition devant le compositeur et créateur du groupe folklorique Mazowsze Tadeusz Sygietyński qui l'embauche dans sa compagnie musicale. Elle y rencontre le violoniste Stanisław Santor musicien dans l'Orchestre philharmonique de Varsovie.
Elle se produit dans les années 1960 au théâtre Syrena de Varsovie.
Elle enchaîne une carrière internationale à travers le monde. Elle interprète des compositions de Władysław Szpilman sur des paroles de Louis Starski.
En 1991, elle décide d'arrêter sa carrière active pour se réserver uniquement pour des galas de charité ou des émissions de télévision ou radiophoniques. 
En l'an 2000 sort un album « Santor Café » dans lequel elle chante sur des musiques de Burt Bacharach, Michel Legrand ou Hubert Giraud.

## Récompenses et distinctions
- Médaille d'or du Mérite culturel polonais Gloria Artis
- Croix de Commandeur avec étoile dans l'Ordre Polonia Restituta
- Croix d'or dans l'Ordre du Mérite polonais
- Décorée dans l'Ordre du Sourire
- Notices d'autorité :   - VIAF
  - ISNI
  - LCCN
  - GND
  - Pologne
  - NUKAT
  - Lettonie
  - WorldCat